# Sint-Rumolduskerk (Humbeek)
Dit overzicht is mogelijk incompleet; u kunt helpen door het uit te breiden.
De Sint-Rumolduskerk is de parochiekerk van Humbeek.
Het oorspronkelijke romaanse kerkje dat in de 12e eeuw werd opgericht door toedoen van het Sint-Romboutskapittel van Mechelen, werd door de Duitse troepen op 13 september 1914 samen met een dertigtal huizen afgebrand.
De huidige kerk werd tussen 1927 en 1930 in Diegemse baksteen wederopgebouwd in gotisch-romaanse stijl. Hierbij werd gebruikgemaakt van de afbraakstenen van de oude kerk en van het correctiehuis van Vilvoorde. Op 27 mei 1930 werd de kerk door kardinaal Van Roey ingewijd. De laat-gotische toren is van 1646.